# Британска Девичанска Острва на Летњим олимпијским играма 2012.
Британска Девичанска Острва на Летњим олимпијским играма учествују осми пут. На Олимпијским играма 2012., у Лондону, учествовала су са два учесника (један мушкарац и једна жена), који су се такмичили у атлетици.
Заставу Британских Девичанских Острва на свечаном отварању Олимпијских игара 2012. носила је као и на прошлим Играма атлетичарка Tахесија Хариган.
И после ових Игара олимпијски тим Британских Девичанских Острва је остао у групи земаља које нису освајале ниједну медаљу.

## Спортисти Британских Девичанских Острва по дисциплинама

### Атлетика

#### Мушкарци
| Атлетичар        | Дисциплина | Лични рекорд | Квалификације | Квалификације | Група                | Група                | Полуфинале           | Полуфинале           | Финале               | Финале       | Детаљи |
| Атлетичар        | Дисциплина | Лични рекорд | Резултат      | Место         | Резултат             | Место                | Резултат             | Место                | Резултат             | Место        | Детаљи |
| ---------------- | ---------- | ------------ | ------------- | ------------- | -------------------- | -------------------- | -------------------- | -------------------- | -------------------- | ------------ | ------ |
| Џамал Александар | 100 м      | 10,80        | 10,92         | 4 у гр 3.     | Није се квалификовао | Није се квалификовао | Није се квалификовао | Није се квалификовао | Није се квалификовао | 69 / 83 (85) |        |

#### Жене
| Атлетичарка      | Дисциплина | Лични рекорд | Квалификације | Квалификације | Група     | Група      | Полуфинале            | Полуфинале            | Финале                | Финале       | Детаљи |
| Атлетичарка      | Дисциплина | Лични рекорд | Резултат      | Место         | Резултат  | Место      | Резултат              | Место                 | Резултат              | Место        | Детаљи |
| ---------------- | ---------- | ------------ | ------------- | ------------- | --------- | ---------- | --------------------- | --------------------- | --------------------- | ------------ | ------ |
| Тахесија Хараган | 100 м      | 11,13 НР     | слободна      | слободна      | 11,59 ЛРС | 7. у фр. 1 | Није се квалификовала | Није се квалификовала | Није се квалификовала | 44 / 78 (79) |        |